# Yuzo Iwakami
Yuzo Iwakami (岩上 祐三 Iwakami Yuzo?), född 28 juli 1989 i Ibaraki prefektur, är en japansk fotbollsspelare.
Iwakami började sin karriär 2011 i Shonan Bellmare. 2013 flyttade han till Matsumoto Yamaga FC. Han spelade 87 ligamatcher för klubben. 2016 flyttade han till Omiya Ardija. Han gick tillbaka till Matsumoto Yamaga FC 2018.